# Saccheri-Viereck
Ein Saccheri-Viereck ist ein Viereck in der absoluten Geometrie mit den Eigenschaften, dass zwei benachbarte Innenwinkel rechte Winkel sind und zwei einander gegenüberliegende Seiten, an denen diese Winkel anliegen, gleich lang sind. Solche Vierecke wurden von dem italienischen Mathematiker Giovanni Girolamo Saccheri im ersten Drittel des 18. Jahrhunderts definiert und untersucht, nach dem sie heute auch benannt sind. Sein ursprüngliches Ziel war es dabei, Euklids 5. Postulat, das Parallelenaxiom, mit einem Widerspruchsbeweis aus den übrigen Axiomen herzuleiten.

Drei verschiedenartige Saccheri-Vierecke: Oben sind die beiden Innenwinkel, über die in der Definition nichts gesagt wird, rechte (euklidische Geometrie), in der Mitte stumpfe (elliptische Geometrie) und unten spitze Winkel (hyperbolische Geometrie).

Zum ersten Mal wurde ein Viereck dieser Art von dem persischen Mathematiker Omar Chayyam im späten 11. Jahrhundert untersucht, daher wird das Viereck auch (korrekter) als Chayyam-Saccheri-Viereck bezeichnet. Ob Saccheri von Khayyams Schriften wusste, ist unbekannt.

## Geschichte und Eigenschaften
- In der ebenen euklidischen Geometrie ist natürlich jedes Saccheri-Viereck ein Rechteck.
- In der ebenen absoluten Geometrie gilt der folgende Satz:[2]

Sind die Eckpunkte eines Vierecks aufeinanderfolgend mit A, B, C und D bezeichnet und sind die Innenwinkel bei A und B rechte, dann ist die Seite DA länger, gleich lang oder kürzer als die Seite CB, je nachdem, ob der Innenwinkel bei D kleiner als, gleich oder größer als der Winkel bei C ist.
- Aus diesem Satz folgt, dass die beiden Innenwinkel eines Saccheri-Vierecks, über die in dessen Definition nichts ausgesagt wird, in der absoluten Geometrie stets einander gleich sein müssen.
- Saccheri zeigte im Wesentlichen korrekt, dass in dem von ihm verwendeten Axiomensystem der absoluten Geometrie, das im Großen und Ganzen gleichwertig zu den Axiomengruppen I-III und V in dem von David Hilbert viel später definierten Axiomensystem der euklidischen Geometrie war, die fraglichen Winkel nicht stumpf sein können. Hilbert hat sein Axiomensystem so formuliert, dass seine Axiome ohne das Parallelenaxiom sowohl euklidische (es existiert durch einen Punkt eine eindeutige Parallele) als auch hyperbolische (es existieren durch einen Punkt mehrere Parallelen) Modelle der Geometrie zulassen. Um auch die elliptische Geometrie, in der durch einen Punkt außerhalb einer Geraden keine Parallele existiert, axiomatisch erfassen zu können, werden in der absoluten Geometrie Hilberts Axiome der Anordnung (Gruppe II) und der Kongruenz (Gruppe III) oft durch schwächere Axiome der Bewegung ersetzt.[3][4] Eine neuere Axiomatik der absoluten Geometrie, die ganz auf dem Bewegungsbegriff aufbaut, ist die metrische absolute Geometrie.
- Hingegen war Saccheris Beweis, dass diese Winkel nicht spitz sein können, fehlerhaft.[3]

### Das Parallelenaxiom durch Saccheri-Vierecke ausgedrückt
Jede der folgenden Aussagen ist auf der Grundlage der Axiome der absoluten Geometrie (nach Hilbert) gleichwertig zum Parallelenaxiom (Axiom IV bei Hilbert):
- Es existiert ein Rechteck.
- In einem und damit in jedem Saccheri-Viereck sind alle Innenwinkel rechte.